# Yoshiobodes spiculifer
Yoshiobodes spiculifer är en kvalsterart som först beskrevs av Sandór Mahunka 1986.  Yoshiobodes spiculifer ingår i släktet Yoshiobodes och familjen Carabodidae. Inga underarter finns listade i Catalogue of Life.